# Karel Nepomucký
Karel Nepomucký (Praga, 20 de julho de 1939) é um ex-futebolista checo, que atuava como meia.

## Carreira
Karel Nepomucký representou a Seleção Tchecoslovaca de Futebol, medalha de prata em Tóquio-1964 .

## Ligações Externas
- Perfil em FIFA.com (em inglês)